# 1572 Познанія
1572 Познанія (1572 Posnania) — астероїд головного поясу, відкритий 22 вересня 1949 року.
Перший астероїд, відкритий польськими астрономами.

## Історія відкриття

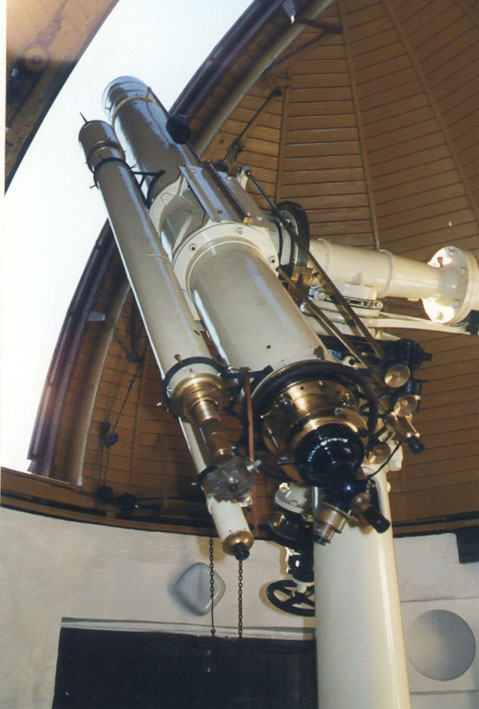
Історичний рефрактор Цейсса 200/3000 мм, на якому був відкритий астероїд

Познанська обсерваторія спеціалізувалась на дослідженні комет і астероїдів ще з 1930-х років. 22 вересня 1949 року доктор Анджей Квєк і на той час ще студент Єжи Добжицький проводили рутинні фотографічні спостереження комети на телескопі Цейсса, який досі стойть в парку обсерваторії. За допомогою блінк-компаратора на відзнятих фотопластинках було помічено рухомий об'єкт, візуально схожий не на комету, а на астероїд. Подальше уточнення орбіти показало, що цей новий астероїд. Автори відкриття назвали астероїд Познанія на честь міста Познань.